# Cray Jaguar

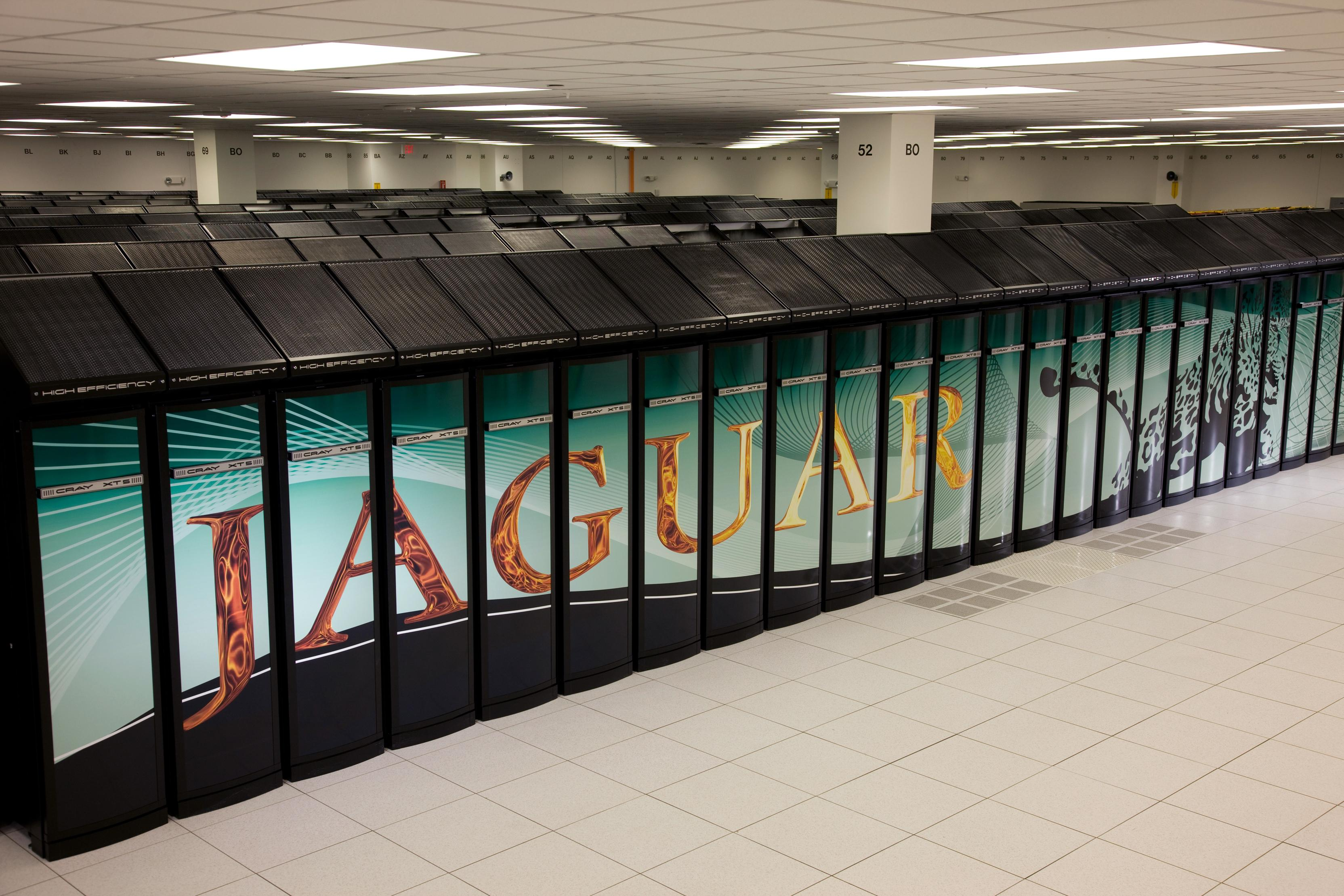
Jaguar

Jaguar è un supercomputer di classe petascale sviluppato da Cray al Oak Ridge National Laboratory (ORNL) in Oak Ridge, Tennessee. È uno tra i più potenti computer del mondo. Nel novembre del 2009 venne certificato come il più potente sistema di calcolo del mondo nella classifica TOP500, la classifica che due volte all'anno stila l'elenco dei 499 sistemi più potenti del pianeta. Nell'ottobre del 2010 la TOP 500 ha confermato che il supercomputer Tianhe-1A ha superato il Jaguar. Jaguar è un computer a parallelismo massivo che di picco è in grado di elaborare 1750 TeraFLOPS (1,75 PetaFLOPS). Il sistema è formato da 224.256 processori X86 AMD Opteron ed esegue una versione modificata del sistema operativo Linux chiamata Cray Linux Environment. Jaguar è basato sull'architettura Cray XT5, un miglioramento dell'architettura Cray XT4.
Il sistema Jaguar ha subito tre aggiornamenti dalla sua installazione nel 2005. Inizialmente il sistema era basato sull'architettura Cray Xt3 e sviluppava 25 teraflop. All'inizio del 2008 divenne operativo l'aggiornamento basato su architettura Cray XT4 da 263 teraflop. Durante il 2008 il sistema venne espanso portandolo all'architettura XT5 da 1.4 petaflops. Nel 2009 il sistema era composto da più di 200 000 processori connessi dalla rete Cray Seastar2+. Le componenti XT4 e XT5 vennero combinate in un singolo sistema usando una rete InfiniBand.